# 744
Năm 744 là một năm trong lịch Julius.